# Budy (powiat złotowski)
Budy – wieś w Polsce położona w województwie wielkopolskim, w powiecie złotowskim, w gminie Jastrowie.
Wieś królewska starostwa wałeckiego, pod koniec XVI wieku leżała w powiecie wałeckim województwa poznańskiego.
W latach 1975–1998 miejscowość należała administracyjnie do województwa pilskiego.